# Exvoto

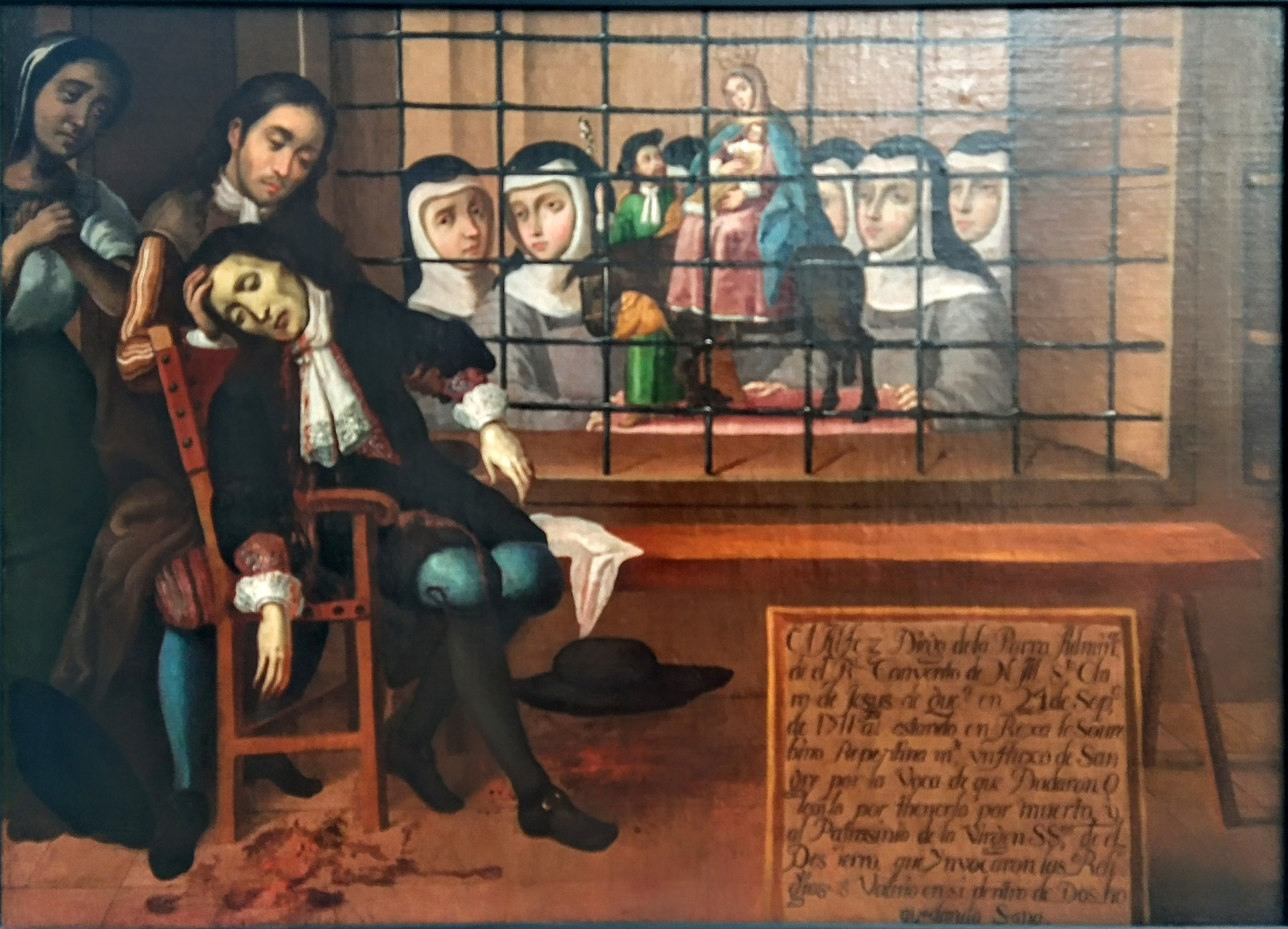
Exvoto novohispano del.

Un exvoto es un tipo de ofrenda votiva hecha a un dios o dioses. Estas ofrendas se depositan en santuarios o lugares de culto y pueden consistir en figurillas o dibujos que representan personas o animales, armas, alimentos, etc. Se obsequia en cumplimiento de una promesa, ya sea en gratitud o devoción, del latín ex voto suscepto que significa "de la promesa cumplida". El ofrecimiento de exvotos tiene su origen en las civilizaciones egipcias y mesopotámicas.[cita requerida]

## España

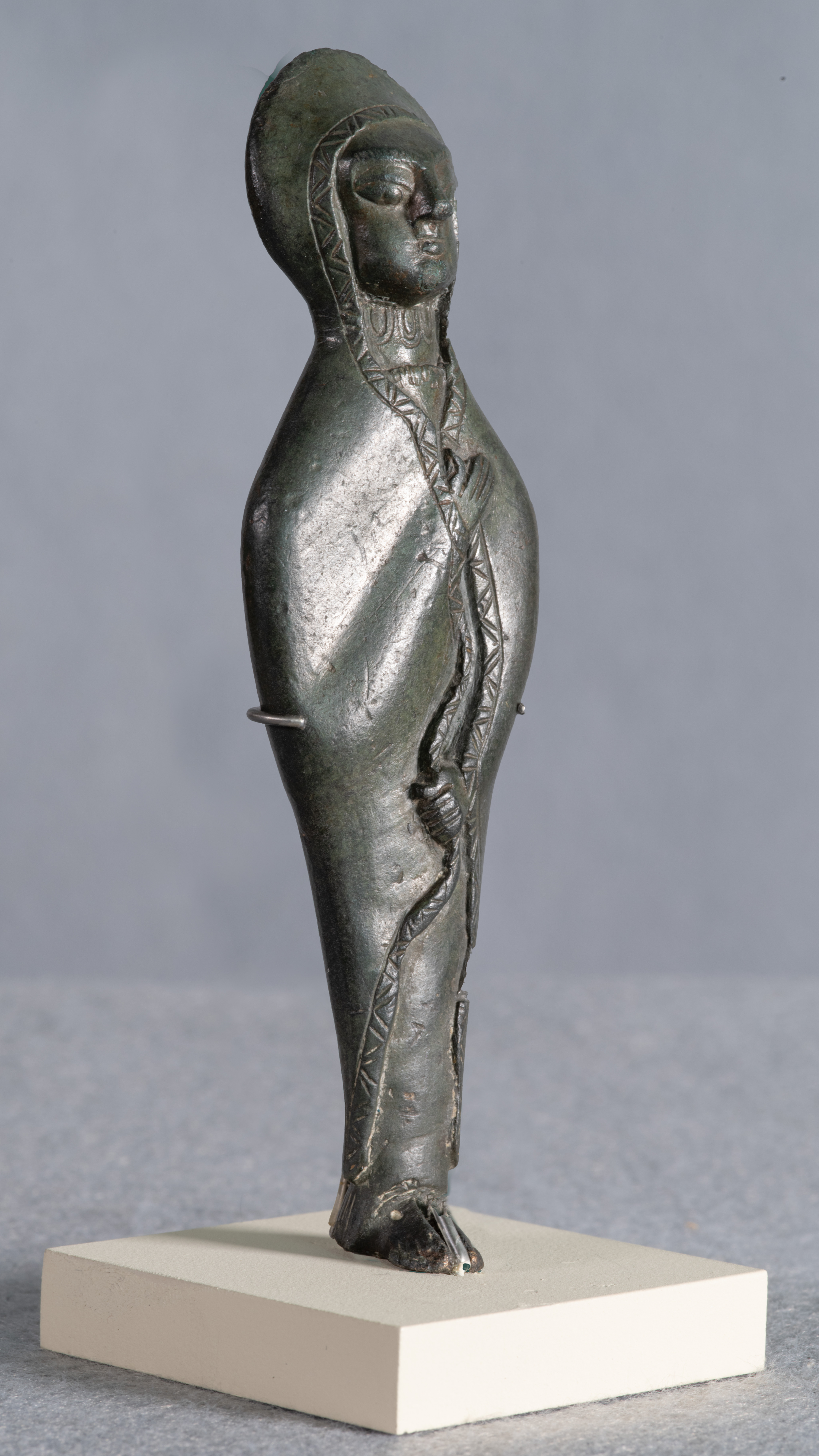
Exvoto ibero en el Museo Arqueológico Nacional)

En España destacan los procedentes de excavaciones iberas del siglo III a. C., encontradas en el sur y el sureste peninsular, los exvotos iberos suelen tratarse de figuras que representan guerreros, jinetes, animales e incluso deidades, normalmente elaboradas en bronce.

## México
Los exvotos mexicanos son pequeñas pinturas al óleo sobre láminas de metal principalmente, se destacan por sus historias sorprendentes y mágico colorido. Los pintores de exvotos mexicanos en los siglos XIX y XX generalmente eran anónimos, ahora los más conocidos son Alfredo Vilchis y Emmanuel Espín Pineda.

## Catolicismo

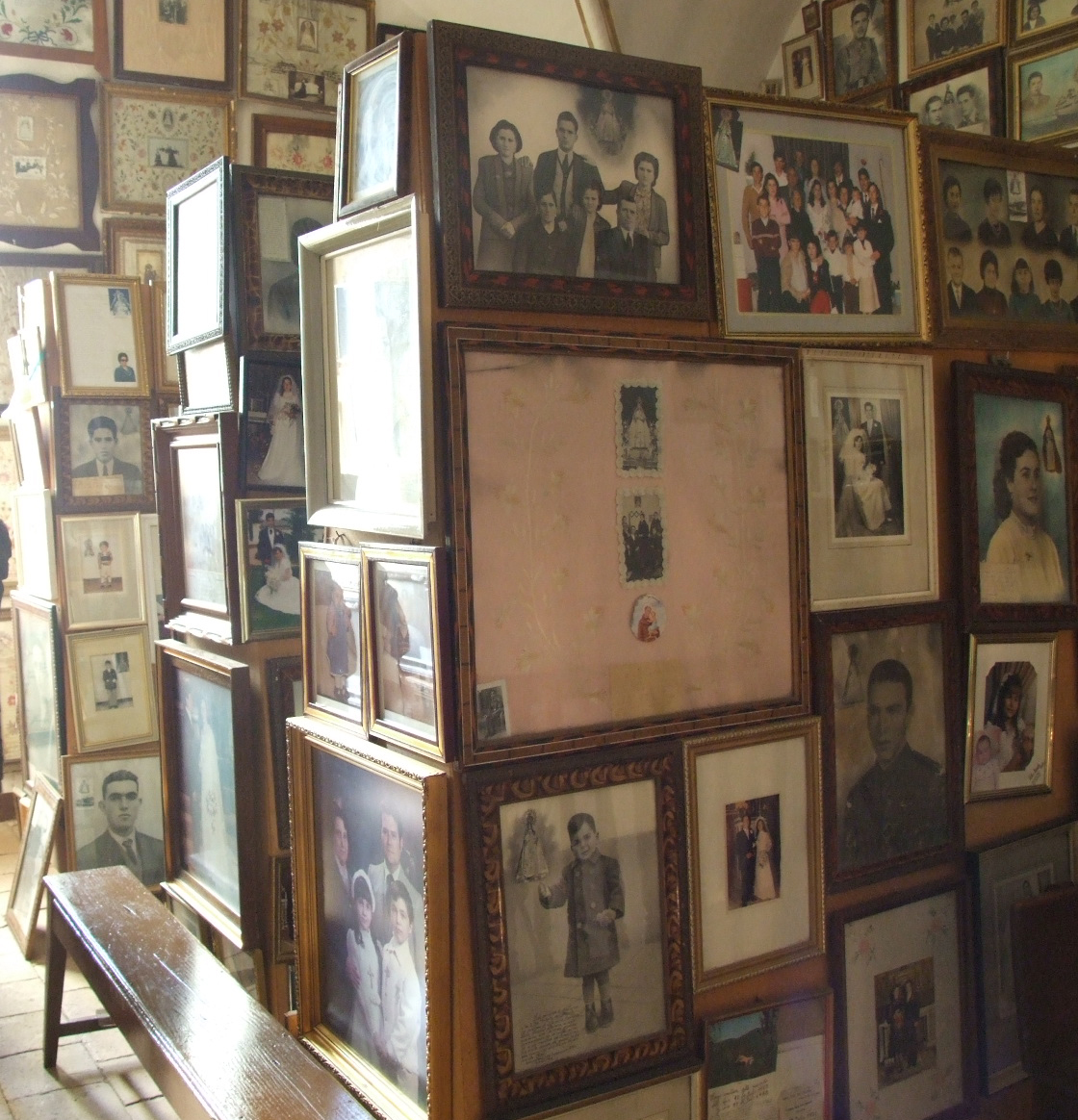
Exvotos en el Santuario de la Virgen del Monte (España).

Posteriormente el símbolo fue tomado por el catolicismo y el exvoto pasó a ser una ofrenda dejada por los fieles que habían recibido un don o curación como ofrenda y recuerdo. Pueden verse actualmente en centros de peregrinación, apoyados sobre las paredes o colgados del techo objetos tales como muletas, ropa, ruedas de autos y todo tipo de cosas que representen el hecho desafortunado del que se habían recuperado.